# Гриби у сметані
Гриби в сметані — страва зі свіжих грибів, гаряча закуска. 
У сметані можна готувати будь-які їстівні гриби, найчастіше в рецептах застосовують білі гриби, шампіньйони та попередньо відварені зморшки, а також лисички, підберезники, підосиновики, маслюки та сироїжки.

## Приготування
Нашатковані гриби спочатку термічно обробляють на сковороді, поки не випарується рідина, потім обсмажують на вершковому маслі з рубаною цибулею і на закінчення заправляють сметаною або сметанним соусом. У сметані гриби також тушкють у сотейниках обваленими у борошні. У ресторанній кухні гриби в сметані подають запеченими з тертим сиром на порційних сковорідках кроншелях або кокотницях, гарніром сервірують відварену картоплю.